# Stella Getz
Stella Getz (Trondheim, 10 ottobre 1976) è una cantante norvegese.

## Biografia
Per metà norvegese e per metà nigeriana, Stella Getz è salita alla ribalta nel 1993 con il suo singolo di debutto Friends, che ha raggiunto la 5ª posizione nella classifica norvegese e la 9ª in quella danese. L'anno successivo ha ottenuto anche successo in Germania, raggiungendo il 32º posto nelle Offizielle Deutsche Charts con Friends e il 30º con Dr. Love. Ha promosso il suo album di debutto Forbidden Dreams, che ha raggiunto la 73ª posizione nella classifica tedesca, con una tournée europea con Dr. Alban e i 2 Unlimited.

## Discografia

### Album
- 1994 – Forbidden Dreams

### Singoli
- 1993 – Friends
- 1993 – Yeah Yeah
- 1994 – All in All
- 1994 – Dr. Love (con i Development Corporation)
- 1995 – Get a Grip
- 1996 – Ta-Di-Di-Boom
- 2011 – Trenger mer